# 3780 Морі
3780 Морі (3780 Maury) — астероїд головного поясу, відкритий 14 вересня 1985 року.
Тіссеранів параметр щодо Юпітера — 3,294.